# Pericoma isabellae
Pericoma isabellae és una espècie d'insecte dípter pertanyent a la família dels psicòdids que es troba a Europa: Luxemburg.